# المعزوب (يهر)

تعديل مصدري - تعديل

المعزوب هي إحدى قرى عزلة يهر بمديرية يهر التابعة لمحافظة لحج، بلغ تعداد سكانها 155 نسمة حسب تعداد اليمن لعام 2004.